# 필룩스
주식회사 필룩스(영어: Feelux)는 대한민국의 기업으로, 전자부품/소재 및 조명 산업의 전문 기업이다.

## 연혁
- 2019년 - 조달청, 해외조달시장 진출유망기업(G-PASS 기업) 지정
- 2018년 - 미국 법인 CAR-TCELLKOR, INC 설립
- 2018년 - 안원환 대표이사 취임
- 2017년 - 중국 조명판매 합자법인 Feelux Shanghai 설립
- 2017년 - 한종희 대표이사 취임
- 2016년 - 배기복 대표이사 취임
- 2015년 - LED &OLED EXPO2014 신기술 개발 우수업체 대통령상
- 2014년 - 직무발명보상우수기업 선정(특허청장)

## 사업장
- 본사 - 경기도 양주시 광적면 광적로 235-48